# Kalyna Roberge
Pour les articles homonymes, voir Roberge.
Kalyna Roberge, née le 1er octobre 1986 à Saint-Étienne-de-Lauzon (Québec), est une patineuse de vitesse sur courte piste canadienne.

## Palmarès
- Honneur
  - Médaille d'honneur de l'Assemblée nationale, 2006[1]
- Jeux olympiques
  -  Médaille d'argent sur relais 3000 m aux Jeux olympiques d'hiver de 2006 à Turin
  -  Médaille d'argent sur relais 3000 m aux Jeux olympiques d'hiver de 2010 à Vancouver

- Championnats du monde
  -  Médaille d'or sur relais 500 m aux Championnats du monde de 2007
  -  Médaille d'argent sur relais 3000 m aux Championnats du monde de 2006
  -  Médaille de bronze sur 1000 m aux Championnats du monde de 2006
  -  Médaille d'or sur relais 3000 m aux Championnats du monde de 2005

- Coupe du monde
  -  Médaille d'or sur relais 3000 m à la coupe du monde

- Championnats du monde juniors
  -  Médaille d'or sur 500 m aux Championnats du monde juniors de 2005